# 安德斯·維爾德
安德斯·哈拉爾·維爾德（Anders Harald Wejryd，1948年8月8日—），瑞典信義會牧師，自1995年起擔任韋克舍主教，2006年3月時獲選為烏普薩拉大主教與瑞典信義會主教長，並於同年9月就任。曾於2007年3月時與羅馬天主教會教宗本篤十六世會晤。
| 前任： 卡爾·古斯塔夫·希爾丁·哈默 | 烏普薩拉大主教 瑞典信義會主教長 2006年–現今 | 繼任： 現任 |